# Schiltach (rivière)
Pour les articles homonymes, voir Schiltach (homonymie).

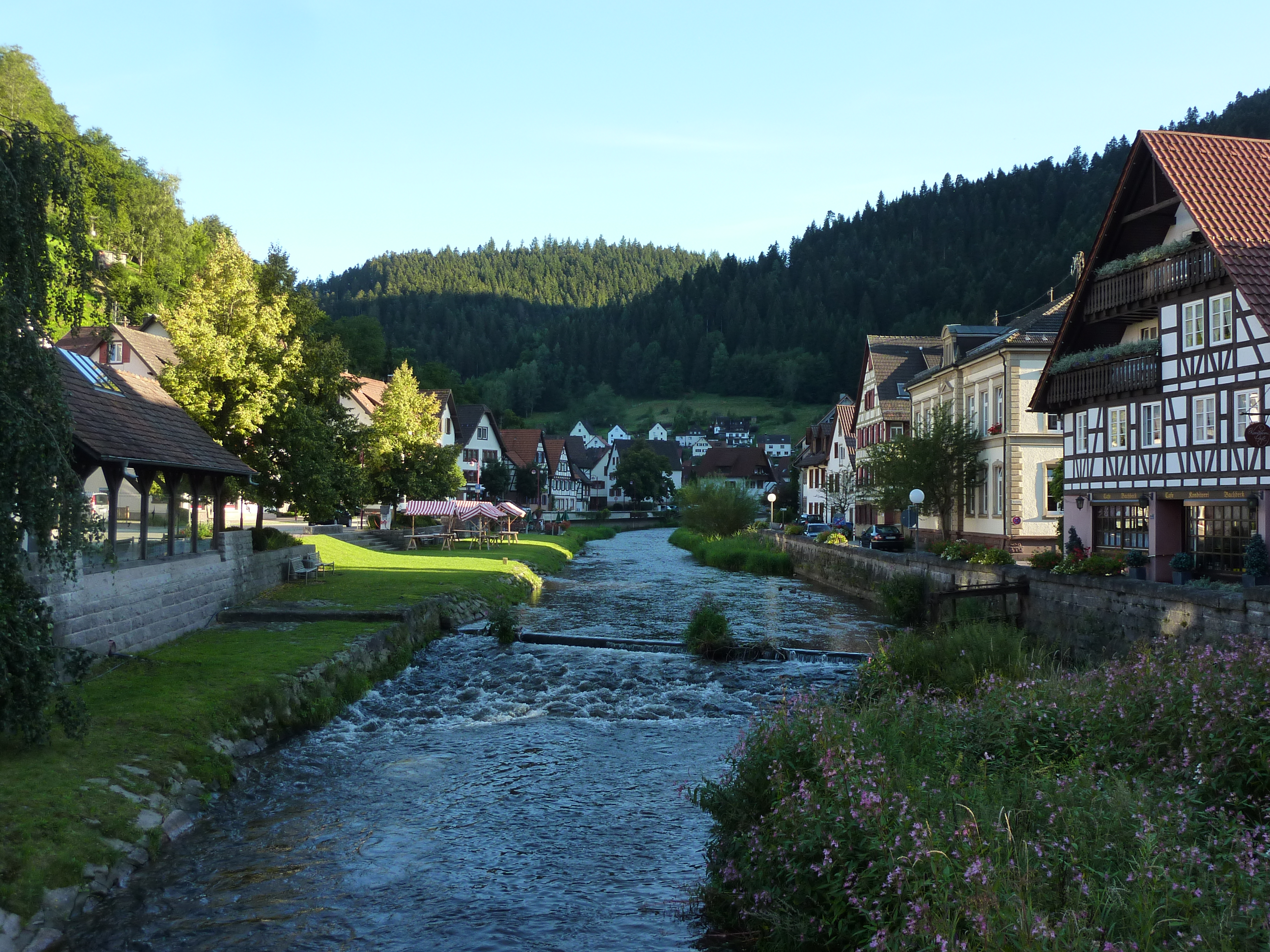
La Schiltach à Schiltach, peu avant sa confluence avec la Kinzig.

La Schiltach est un affluent gauche de la Kinzig, et donc un sous-affluent du Rhin, en Forêt-Noire en Allemagne. Sa source se trouve à Langenschiltach (commune de St. Georgen im Schwarzwald). La Schiltach se jette dans la Kinzig à Schiltach. Une très grande partie de la Schiltach traverse la commune de Schramberg. Jusqu'à la création de la ligne de chemins de fer Schiltach-Schramberg en 1892, la Schiltach fut une importante rivière pour le flottage du bois en Forêt-Noire.